# Ice-pick Lodge
Ice-pick Lodge is een Russisch computerspelontwikkelaar gevestigd Moskou. De studio kreeg bekendheid na hun eerste release, Pathologic, die meerdere Russische awards kreeg.

## Games
| Titel  | Release                      | Platform                                              |
| ------ | ---------------------------- | ----------------------------------------------------- |
| 2005   | Pathologic                   | Linux, OS X, PlayStation 4, Windows, Xbox One         |
| 2008   | The Void                     | Windows                                               |
| 2011   | Cargo: The Quest for Gravity | Windows                                               |
| 2013   | Knock-knock                  | Linux, OS X, PlayStation 4, PlayStation Vita, Windows |
| n.n.b. | Pathologic 2                 | Windows                                               |